# Louis König
Ludwig „Louis“ König (* 10. Januar 1837 in Pirmasens; † 14. Juli 1912 ebenda) war ein deutscher Schuhfabrikant, Kommerzienrat und Kommunalpolitiker. Er war von 1896 bis 1905 der letzte ehrenamtliche Bürgermeister der Stadt Pirmasens.

## Leben
Schon in jungen Jahren wurde König Schuhfabrikant. Am 12. Juni 1860 heiratete er Elisabeth Kaiser, die einzige Tochter Peter Kaisers, des Gründers der gleichnamigen Firma. Seitdem war König Mitinhaber der ältesten Schuhfabrik von Pirmasens. Nach dem Tode seines Schwiegervaters am 3. Januar 1881 wurde er zum alleinigen Inhaber.
Louis König war erster Stellvertreter seines nicht verwandten Namensvetters Christian König als Bürgermeister, als dieser am 20. September 1896 verstarb. Louis wurde daraufhin vom Stadtrat zu dessen Nachfolger gewählt. In seine Amtszeit fielen die Errichtung des ersten städtischen Elektrizitätswerks in der Pirminiusstraße, der Bau der Kaiser- und der Horebschule sowie die Inbetriebnahme der Pirmasenser Straßenbahn. Durch das rasante Bevölkerungswachstum der Stadt bis auf etwa 34.000 Einwohner nahm der Verwaltungsaufwand so stark zu, dass König schließlich 1905 zurücktrat, um den Weg frei zu räumen für Otto Strobel als ersten hauptamtlichen Bürgermeister.

## Ehrungen
Zu Ehren Königs wurde eine Straße auf dem Horeb nach ihm benannt. Die anfängliche Bürgermeister-König-Straße wurde später in Louis-König-Straße umbenannt und heißt seit 1938 nur noch Königstraße.